# Hibbertia serrata
Hibbertia serrata är en tvåhjärtbladig växtart som beskrevs av Hotchk. Hibbertia serrata ingår i släktet Hibbertia och familjen Dilleniaceae. Inga underarter finns listade i Catalogue of Life.